# 高山 (宇宙飛行関係者)

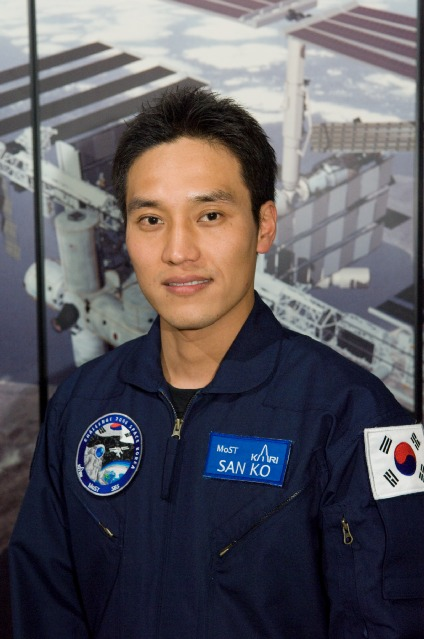
高 山

高 山（コ・サン、고산、1976年10月19日 - ）は、韓国の研究者。三星総合技術院所属。宇宙飛行関係者。

## 概要
高は釜山で生まれた。彼の父親は、彼が幼い頃に死去した。高とその姉妹は、母親によって養われた。漢栄外国語高校を卒業後、高はソウル大学校で数学を学んだ。2004年全国アマチュアボクシング選手権大会で銅メダルを獲得した。同じく2004年、中国新疆ウイグル自治区にある標高7,546メートルのムスタグアタ山に登頂した。
2006年12月25日、韓国史上初の宇宙飛行関係者を選ぶ韓国宇宙人輩出事業の「宇宙人」候補2人のうち1人に選ばれた。最終的に宇宙飛行関係者として選ばれた場合、2008年4月にロシアの有人宇宙船ソユーズTMA-12に搭乗することが決まった。もう一人は当時28歳の女性、李素妍であった。
2007年9月5日、韓国科学技術部（当時）は韓国史上初の宇宙飛行士は高山に決まったと発表した。しかし、2008年3月10日、韓国教育科学技術部は、高山がロシアの訓練施設内で搬出禁止の訓練教材などを故意に持ち出してコピーしたり、教育に関係ない資料の貸し出しを受けるなどの保安規律違反によって摘発されたため、ロシア連邦宇宙局の勧告を受けて補欠候補である李素妍に交代することを発表した。